# Douglas Henshall
Douglas Henshall (Glasgow, 19 november 1965) is een Schots acteur.

## Persoonlijk leven
De moeder van Douglas was verpleegster en zijn vader verkoper. Hij heeft twee oudere zussen. Nadat hij van school kwam, verhuisde hij naar Londen, en volgde daar een acteursopleiding aan de Mountview Theatre School.

## Films en televisie
Een van zijn eerste filmrollen was in Angels and insects in 1995. Hij verwierf bekendheid met zijn rollen in televisieseries als onder meer professor Nick Cutter in Primeval, in Vlaanderen uitgezonden op Acht, en als inspecteur Jimmy Perez in de ITV-serie Shetland.
Andere noemenswaardige rollen waren die van Pete Berry in de Dennis Potter-serie Lipstick on your collar en die in de langspeelfilms Dorian Gray en The Salvation. In 2023 verscheen de Netflix-serie Who is Erin Carter?, waarin Henshall aantreedt als zakenman Daniel Lang.
- Biblioteca Nacional de España: XX5157577
- Catàleg d'autoritats de noms i títols de Catalunya: 981058528543206706
- Gemeinsame Normdatei: 142756121
- International Standard Name Identifier: 0000 0001 1458 9467
- Library of Congress Control Number: no2001053772
- MusicBrainz: d98d7e61-6b49-42d6-8462-e63ea9ca1814
- Nationale Bibliotheek van Tsjechië: pna2009505133
- Nationale Bibliotheek van Israël: 987007345233205171
- Nederlandse Thesaurus van Auteursnamen: 184607027
- Système universitaire de documentation: 092150500
- Virtual International Authority File: 165911129
- WorldCat: E39PBJtrQ6jXm8DCJyVvVKrg8C